# Highlights (gruppo musicale)
Highlights è un gruppo musicale svedese formatosi nel 2004. È costituito dai musicisti Morgan Sjogerlöv, Tommy Gustafsson, Christian Lindholm e Rickard Johansson.

## Storia del gruppo
Gli Highlights hanno piazzato il loro primo ingresso nella Sverigetopplistan con När vi är tillsammans (2014), entrato al 55º posto della graduatoria. En natt på stan (2021) è stato candidato per un premio Grammis.

## Formazione
- Morgan Sjogerlöv – voce
- Tommy Gustafsson – batteria
- Christian Lindholm – tastiere
- Rickard Johansson – chitarra

## Discografia

### Album in studio
- 2005 – Highlights
- 2008 – Vi lever om natten
- 2008 – Här är mitt liv
- 2014 – När vi är tillsammans
- 2016 – Vackrare än någonsin

### EP
- 2023 – Ta mig härifrån

### Singoli
- 2010 – The Best Part of Me
- 2010 – Come and Get Me Now (con Mist)
- 2011 – Här är mitt liv
- 2012 – Tills natten blir dag
- 2012 – Tro på mig
- 2017 – Tell It to My Heart
- 2018 – Nån som du
- 2018 – No More Tomorrow
- 2018 – Land och rike runt
- 2018 – Hold on to Me
- 2019 – Flames
- 2020 – Jag ångrar mig nu - Säg att du stannar
- 2021 – Dansar i månens sken (feat. Maria Rolf)
- 2021 – Kyss från en främling
- 2021 – En natt på stan
- 2021 – Ett lyckligt slut/Nå'n som du
- 2022 – Det kommer aldrig va över för mig
- 2022 – Kom nära
- 2023 – Ingen annan ser
- 2023 – Alla ord
- 2023 – Ta min hand